# Người Hungary tại Ukraina

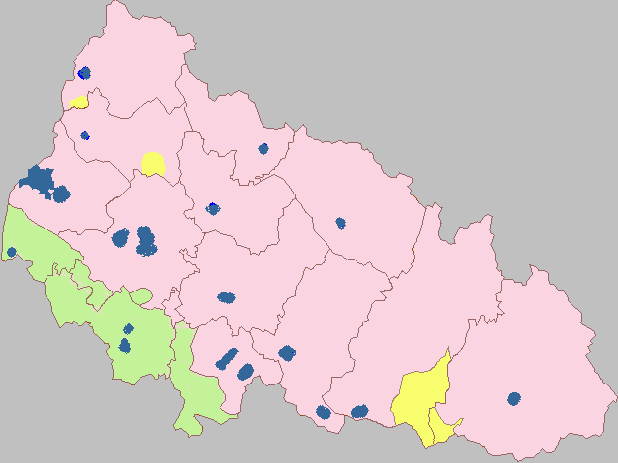
Bản đồ dân tộc của tỉnh Zakarpattia năm 2001.
Người Ukraina (bao gồm người Rusyn)
Người Hungary
Người Romania
hỗn cư người Ukraina (bao gồm Rusyn) và người Nga

Người Hungary tại Ukraina (tiếng Hungary: Ukrajnai magyarok, tiếng Ukraina: угорці в Україні, tr. uhortsi v Ukraini) có số lượng 156.600 người theo điều tra nhân khẩu Ukraina năm 2001 và là dân tộc thiểu số lớn thứ ba trong cả nước. Người Hungary chủ yếu tập trung tại tỉnh Zakarpattia (đặc biệt là tại huyện Berehove và thành phố Berehove), tại tỉnh này họ là nhóm thiểu số lớn nhất và chiếm 12,1% tổng dân số (12,7% khi tính theo ngôn ngữ mẹ đẻ). Tại khu vực dọc biên giới Ukraina với Hungary (thung lũng sông Tisza), người Hungary chiếm đa số.
Họ tập trung chủ yếu tại Zakarpattia (Ngoại Karpat), trong tiếng Hungary thì những người Hungary này được gọi là  Kárpátaljai magyarok (người Hungary Ngoại Karpat), trong khi Zakarpattia được gọi là Kárpátalja.

## Lịch sử
Vùng Ngoại Karpat là một phần của Hungary kể từ khi người Hungary chinh phục lưu vực Karpat vào cuối thế kỷ thứ 9, cho đến năm 1918. Về mặt lịch sử, đây là một trong các lãnh địa của Vương quốc Hungary trước khi nó được tách ra khỏi Vương quốc và gắn liền tạm thời với Tiệp Khắc mới được thành lập vào năm 1918, sau khi Áo-Hung tan rã do Chiến tranh thế giới thứ nhất. Điều này sau đó được xác nhận theo Hiệp ước Trianon vào năm 1920.
Vùng Zakarpattia từng là một phần của Cộng hòa Nhân dân Tây Ukraina tồn tại trong thời gian ngắn vào năm 1918 và bị Vương quốc Romania chiếm đóng vào cuối năm đó. Sau đó khu vực được Hungary chiếm lại vào mùa hè năm 1919. Sau thất bại của tàn quân Hungary vào năm 1919, Hội nghị Hòa bình Paris đã ký kết Hiệp ước Trianon trao Zakarpattia cho Tiệp Khắc mới thành lập với tư cách là Rus' Hạ Karpat, một trong bốn vùng chính của Tiệp Khắc, các vùng còn lại là Bohemia, Moravia và Slovakia.
Hungary tìm cách khôi phục biên giới lịch sử của mình và sửa đổi Hiệp ước Trianon. Vào ngày 2 tháng 11 năm 1938, Quyết định Wien thứ nhất tách một số lãnh thổ khỏi Tiệp Khắc, bao gồm cả miền nam Rus' Hạ Karpat có cư dân hầu hết là người Hungary và giao lại chúng cho Hungary.
Phần còn lại được lập thành một khu tự trị trong Cộng hòa Tiệp Khắc thứ hai đoản mệnh. Sau khi Đức chiếm đóng Bohemia và Moravia vào ngày 15 tháng 3 năm 1939, và Slovakia tuyên bố là một nhà nước độc lập, Ruthenia tuyên bố độc lập (Cộng hòa Karpat-Ukraina)
Chính phủ Teleki và Miklós Horthy của Hungary được Hitler thông báo vào ngày 12 tháng 3 rằng họ có 24 giờ để giải quyết vấn đề người Ruthenia. Hungary phản ứng ngay lập tức bằng việc chiếm đóng quân sự toàn bộ Ruthenia Karpat. Kết quả của việc sáp nhập là Hungary có được một lãnh thổ với 552.000 cư dân, 70,6% trong số đó là người Ruthenia, 12,5% là người Hungary, và 12% là người Đức Karpat.
Khu vực này vẫn nằm dưới quyền kiểm soát của Hungary cho đến khi Thế chiến thứ hai tại châu Âu kết thúc, sau đó bị Liên Xô chiếm đóng và sáp nhập. Hungary phải từ bỏ các lãnh thổ giành được theo Quyết định Wien trong Hiệp định đình chiến được ký tại Moskva vào ngày 20 tháng 1 năm 1945. Việc từ bỏ được xác nhận lại tại Hội nghị Hòa bình Paris năm 1946 và được ghi nhận trong Hiệp ước Hòa bình năm 1947.
Năm 1944, khi Quân đội Liên Xô vượt qua biên giới Tiệp Khắc trước năm 1938, chính quyền Liên Xô từ chối cho phép các quan chức chính phủ Tiệp Khắc tiếp tục kiểm soát khu vực, và vào tháng 6 năm 1945, Tổng thống Edvard Beneš chính thức ký một hiệp ước nhượng lại khu vực này cho Liên Xô. Sau đó khu vực được sáp nhập vào Ukraina Xô viết. Sau khi Liên Xô tan rã, khu vực trở thành một phần của Ukraina độc lập với tên gọi tỉnh Zakarpattia.

## Tình hình của người Hungary tại Ukraina độc lập

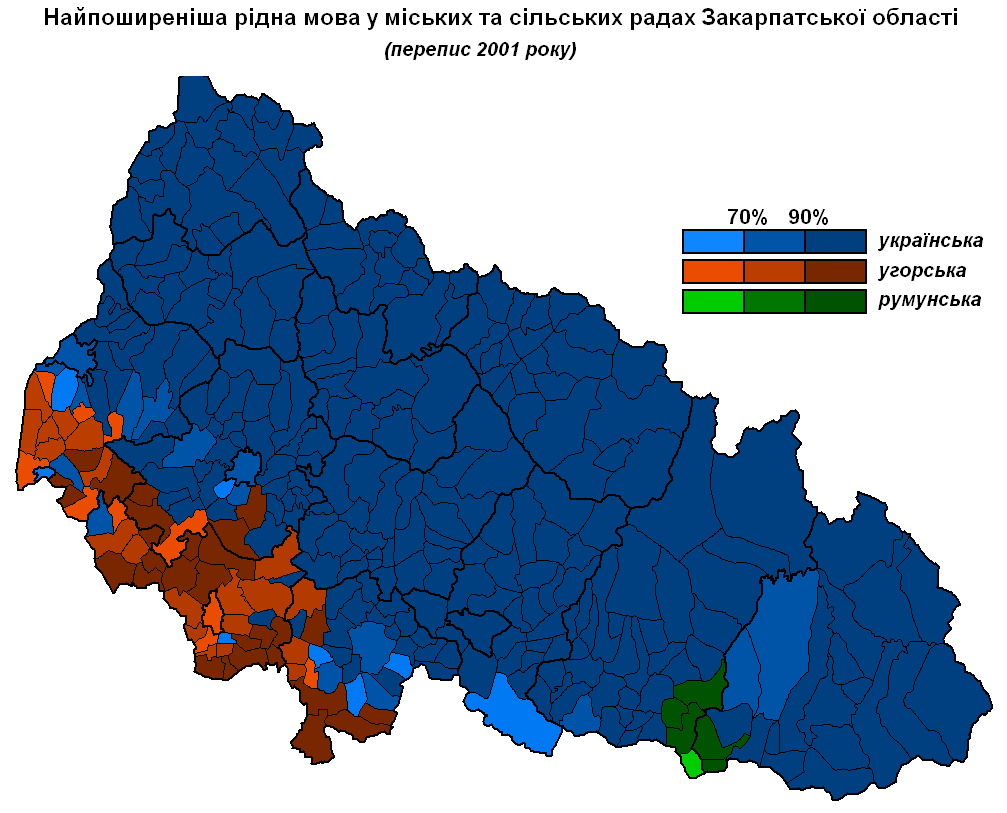
Tiếng mẹ đẻ phổ biến nhất và mức độ phổ biến của chúng theo huyện thành thị và nông thôn tại tỉnh Zakarpattia, điều tra dân số năm 2001

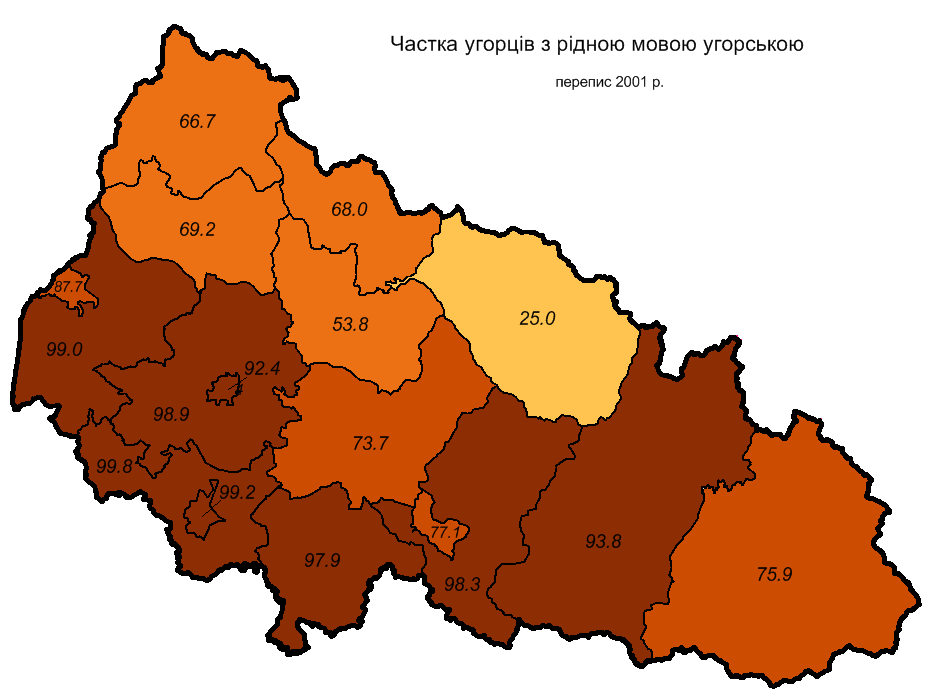
Tỷ lệ người Hungary nhận tiếng mẹ đẻ của họ là tiếng Hungary ở tỉnh Zakarpattia theo điều tra năm 2001

Hungary là một trong các quốc gia đầu tiên công nhận nền độc lập của Ukraina. Tổng thống Hungary khi đó là Árpád Göncz được mời đến thăm khu vực, một hiệp ước cấp nhà nước vào tháng 12 năm 1991 thừa nhận rằng dân tộc Hungary thiểu số có các quyền lợi tập thể như cũng như cá nhân. Hiệp ước quy định việc bảo tồn bản sắc dân tộc, văn hóa, ngôn ngữ và tôn giáo của họ; giáo dục các cấp bằng tiếng mẹ đẻ; và sự tham gia của người dân tộc Hungary vào cơ quan địa phương chịu trách nhiệm về các vấn đề thiểu số.
Việc người Hungary thiểu số tại Ukraina có cả quốc tịch Ukraina và quốc tịch Hungary là khá phổ biến, mặc dù hiện tại luật pháp Ukraina không công nhận quốc tịch kép.
Trong bầu cử Nghị viện Châu Âu năm 2014 tại Hungary, Andrea Bocskor sống tại Ukraina (tại thành phố Berehove) được bầu vào Nghị viện Châu Âu (cho Fidesz). Do đó, Bocskor, người dân tộc Hungary và là công dân Hungary, trở thành thành viên được bầu đầu tiên của Nghị viện Châu Âu có cả hộ chiếu Ukraina.
Kể từ năm 2017, quan hệ Hungary-Ukraina nhanh chóng xấu đi do vấn đề luật giáo dục của Ukraina. Luật giáo dục năm 2017 của Ukraina quy định tiếng Ukraina là ngôn ngữ bắt buộc của giáo dục tiểu học ở các trường công lập từ lớp 5 trở đi. László Brenzovics, vào thời điểm đó là người dân tộc Hungary duy nhất trong Verkhovna Rada (quốc hội của Ukraina), nói rằng "Có một loại chính sách có mục đích, ngoài việc thu hẹp quyền lợi của tất cả các nhóm thiểu số, còn cố gắng miêu tả nhóm thiểu số Hungary là kẻ thù trong công luận Ukraina." Tình hình kể từ đó vẫn tiếp tục có khó khăn, khi Hungary tiếp tục ngăn cản nỗ lực của Ukraina nhằm hội nhập vào EU và NATO do tranh chấp về quyền của người thiểu số.

## Quyền thiểu số

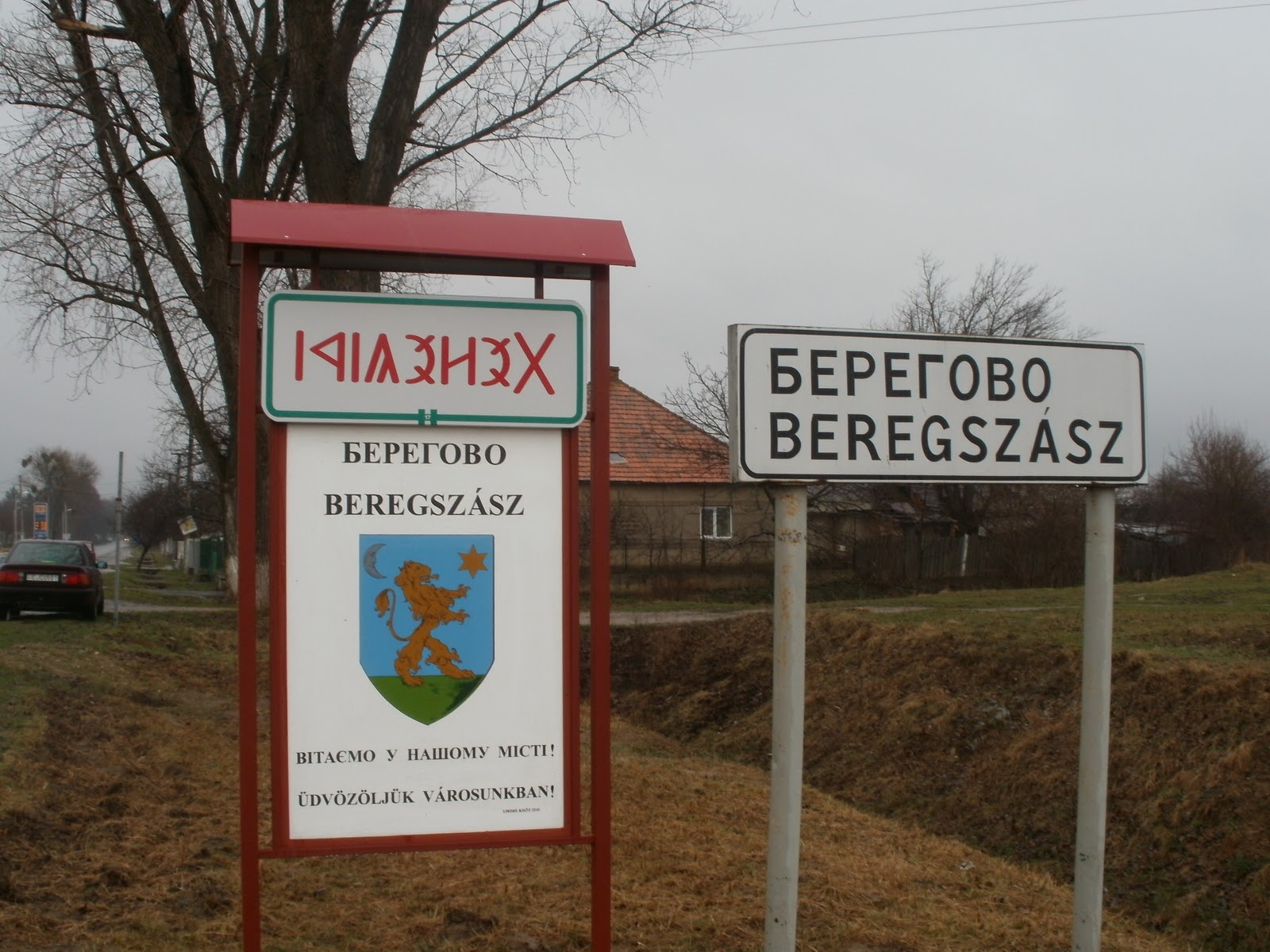
Báo hiệu bằng tiếng Hungary tại Berehove, Ukraina

Cư dân tại bảy ngôi làng của huyện Mukachivskyi có quyền lựa chọn học tiếng Hungary trong môi trường trường học hoặc trường học tại nhà. Trường Cao đẳng tiếng Hungary đầu tiên ở Ukraina nằm ở Berehovo là Cao đẳng II. Rákoczi Ferenc. Năm 2017 có 71 trường học Hungary ở Ukraina với 16.000 học sinh theo học.

## Tổ chức

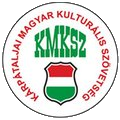
Huy hiệu của KMKSZ

Liên đoàn Dân chủ Hungary tại Ukraina (UMDSZ) là tổ chức dân tộc Hungary duy nhất được đăng ký trên toàn quốc. Nó được thành lập vào tháng 10 năm 1991 bởi Liên đoàn văn hóa Hungary tại Ngoại Karpat (KMKSZ, đã đình chỉ tư cách thành viên từ năm 1995), Liên đoàn văn hóa Hungary tại Lviv và Hiệp hội người Hungary tại Kyiv. Liên đoàn Văn hóa Hungary tại Ngoại Karpat được liên kết với đảng chính trị KMKSZ – Đảng người Hungary tại Ukraina, được thành lập vào tháng 2 năm 2005. Vào tháng 3 năm 2005, Bộ Tư pháp Ukraina cũng cho đăng ký Đảng Dân chủ Hungary tại Ukraina theo sáng kiến của UMDSZ. Zoltan Lengyel được bầu làm thị trưởng Mukachevo sau cuộc bầu cử vào ngày 1 tháng 12 năm 2008. UMDSZ cũng giành chiến thắng tại các đô thị Berehove, Vinohradiv và Tiachiv trong cuộc bầu cử này.

## Nhân vật nổi bật
- Yozhef Sabo (József Szabó)
- Vasyl Rats (László Rácz)
- Ishtvan Sekech (István Szekecs)
- Yuriy Habovda
- Ernest Kesler (Ernő Keszler)
- Robert Hehedosh

## Nhân khẩu

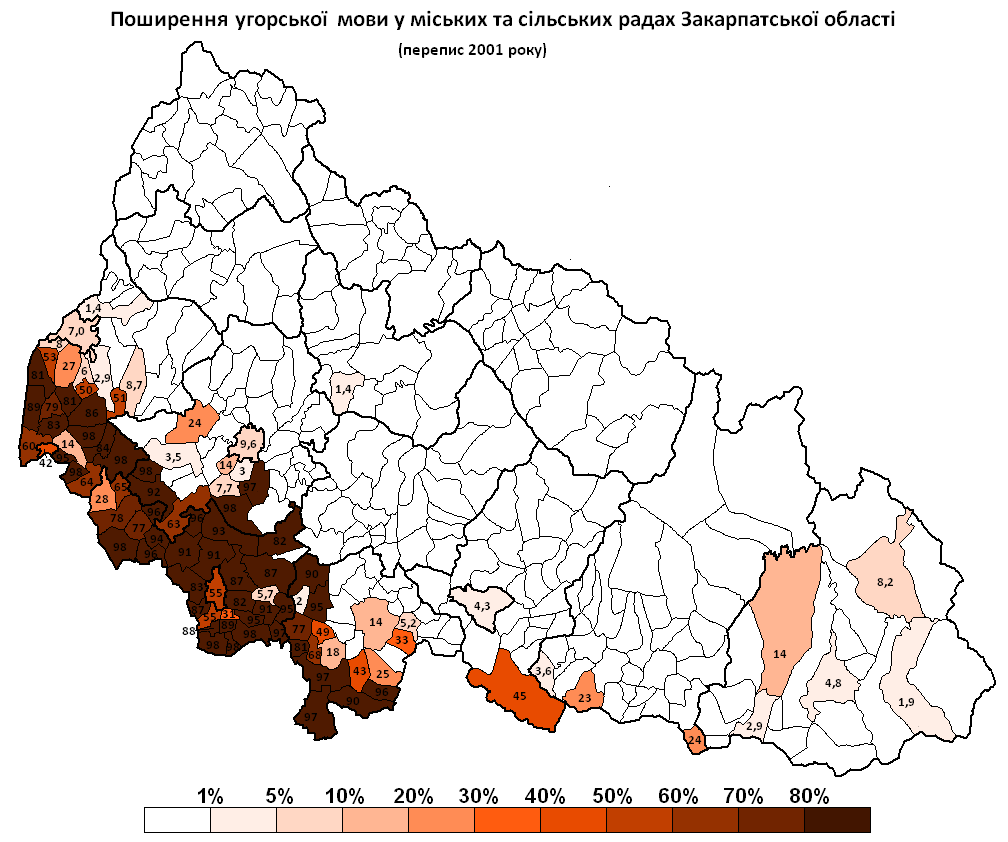
Tỷ lệ người bản ngữ Hungary tại tỉnh Zakarpattia theo điều tra dân số năm 2001

Dữ liệu sau đây theo điều tra dân số Ukraina năm 2001.
| Thành phố             | Dân số  | Số người dân tộc Hungary | Tỷ lệ |
| --------------------- | ------- | ------------------------ | ----- |
| Uzhhorod (Ungvár)     | 115.600 | 8.000                    | 6,9%  |
| Berehove (Beregszász) | 26.600  | 12.800                   | 48,1% |
| Mukachevo (Munkács)   | 81.600  | 7.000                    | 8,5%  |
| Khust (Huszt)         | 31.900  | 1.700                    | 5,4%  |
| Chop (Csap)           | 8.919   | 3.496                    | 39,2% |

| Huyện                                       | Dân số  | Số người dân tộc Hungary | Tỷ lệ |
| ------------------------------------------- | ------- | ------------------------ | ----- |
| huyện Berehivskyi (Beregszászi járás)       | 54.000  | 41.200                   | 76,1% |
| huyện Velykyy Bereznyi (Nagybereznai járás) | 28.200  | —                        | —     |
| huyện Vynohradiv (Nagyszőlősi járás)        | 118.000 | 30.900                   | 26,2% |
| huyện Volovets (Volóci járás)               | 25.500  | —                        | —     |
| huyện Irshavskyi (Ilosvai járás)            | 100.900 | 100                      | 0,1%  |
| huyện Mizhhiria (Ökörmezői járás)           | 49.900  | —                        | —     |
| huyện Mukachivskyi (Munkácsi járás)         | 101.400 | 12.900                   | 12,7% |
| huyện Perechyn (Perecsenyi járás)           | 32.000  | —                        | —     |
| huyện Rakhiv (Rahói járás)                  | 90,900  | 2,900                    | 3.2%  |
| huyện Svaliava (Szolyvai járás)             | 54.900  | 400                      | 0,7%  |
| huyện Tiachiv (Técsői járás)                | 171.900 | 5.000                    | 2,9%  |
| huyện Uzhhorodskyi (Ungvári járás)          | 74.400  | 24.800                   | 33,4% |
| huyện Khust (Huszti járás)                  | 96.900  | 3.800                    | 3,9%  |

## Di sản văn hoá
Di sản văn hóa Hungary tại Ukraina bao gồm các lâu đài thời trung cổ:

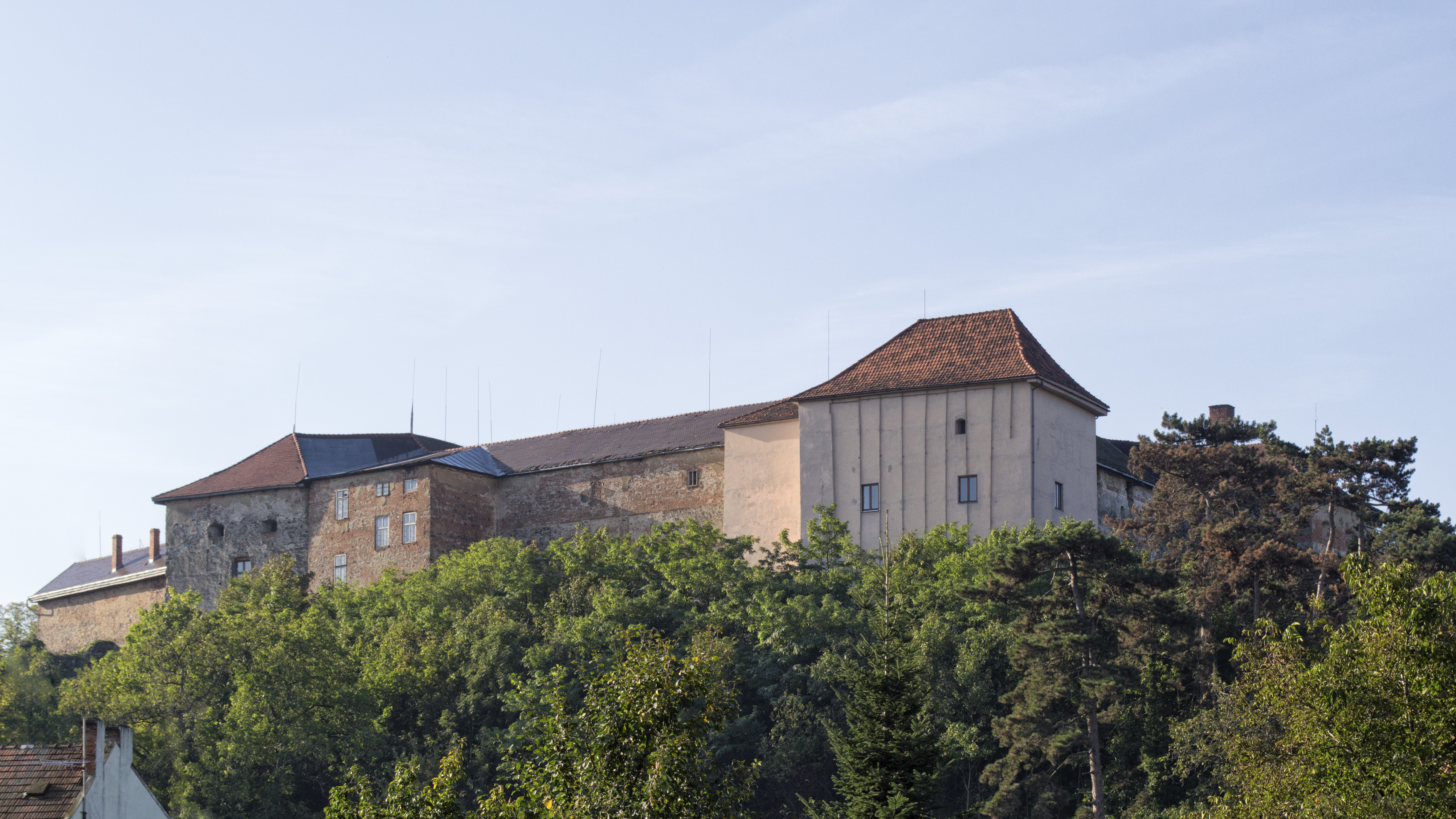
Lâu đài Uzhhorod (Ungvári vár)
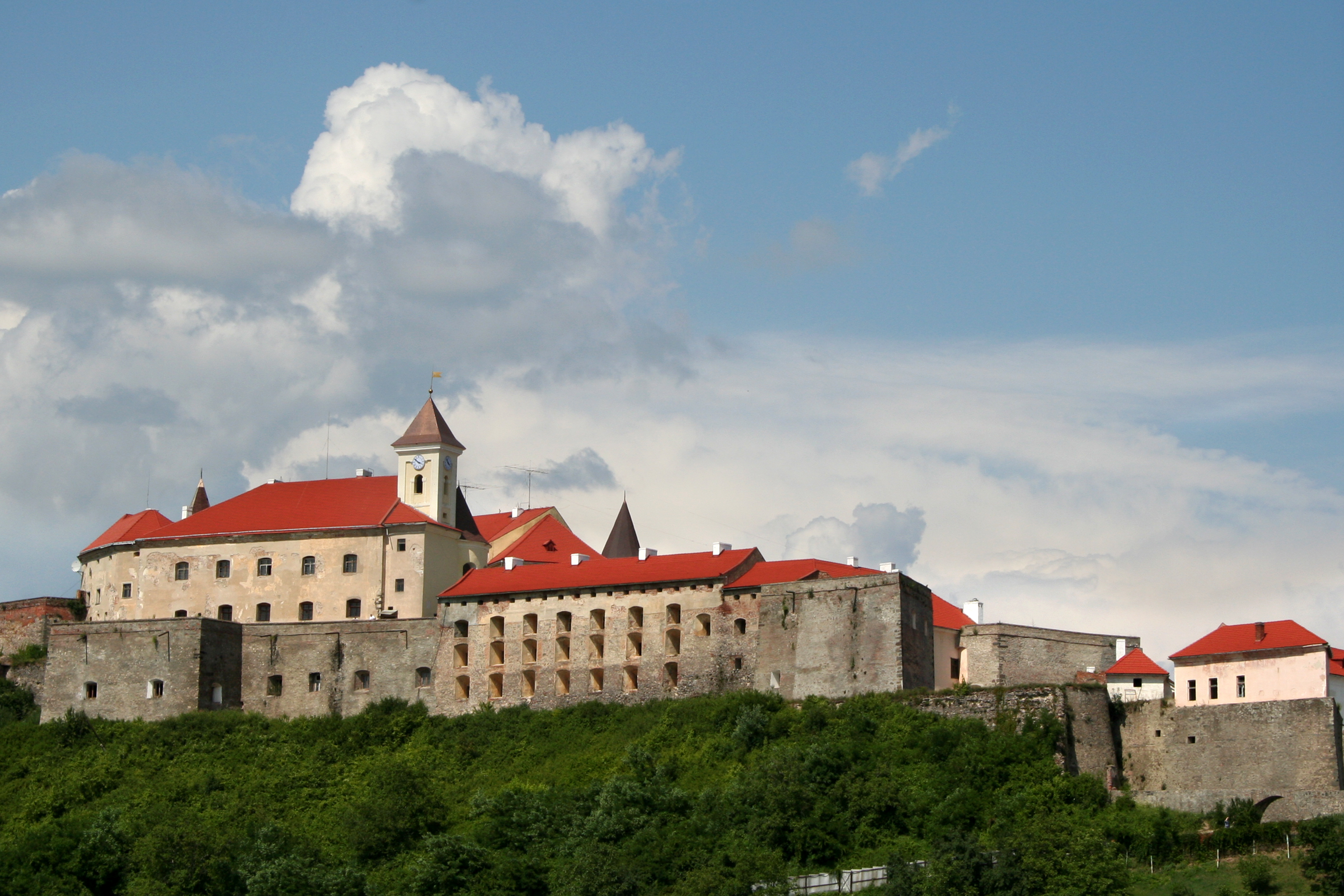
Lâu đài Palanok, Mukachevo (Munkács vára)
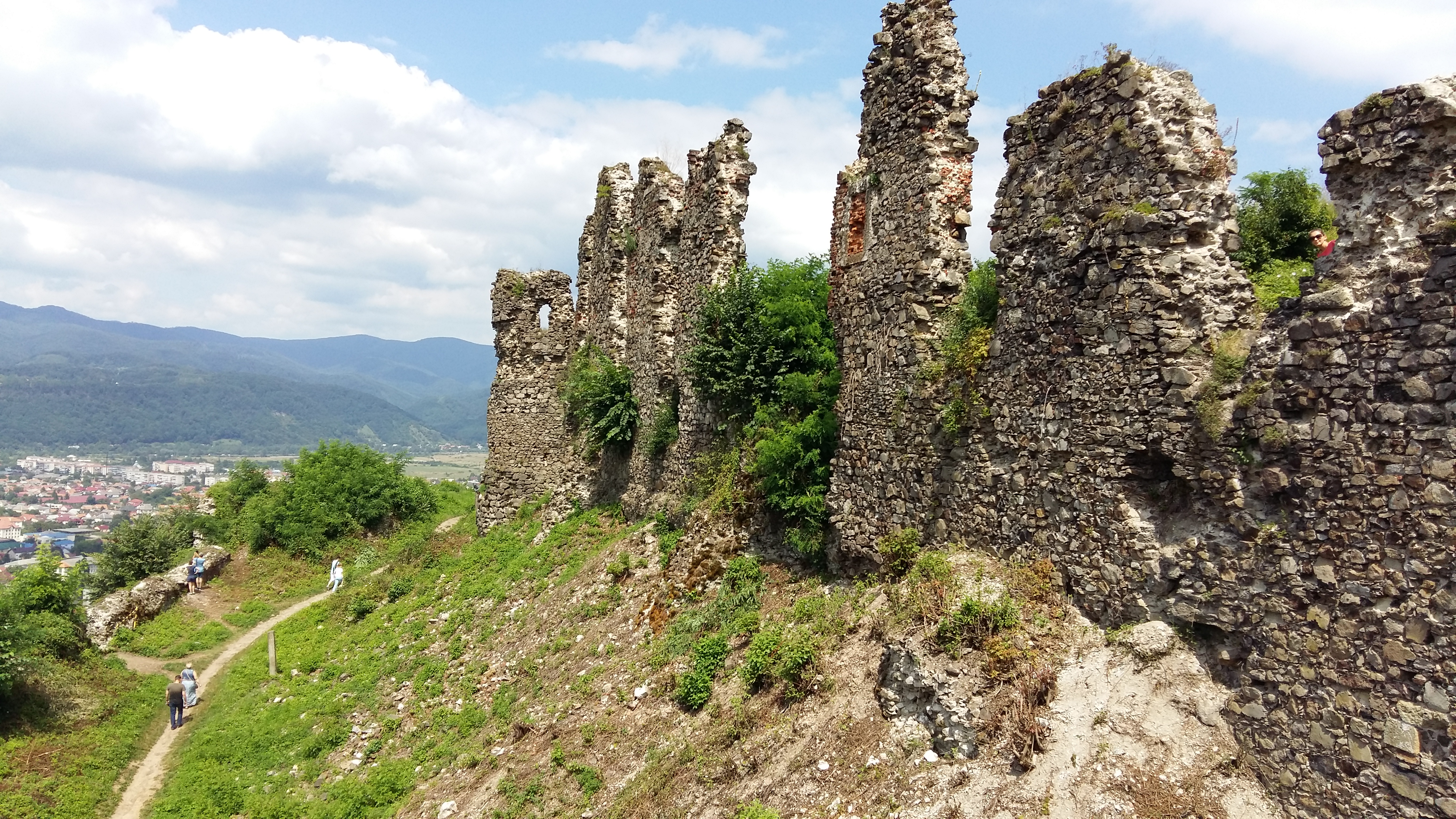
Lâu đài Khust (Huszti vár)
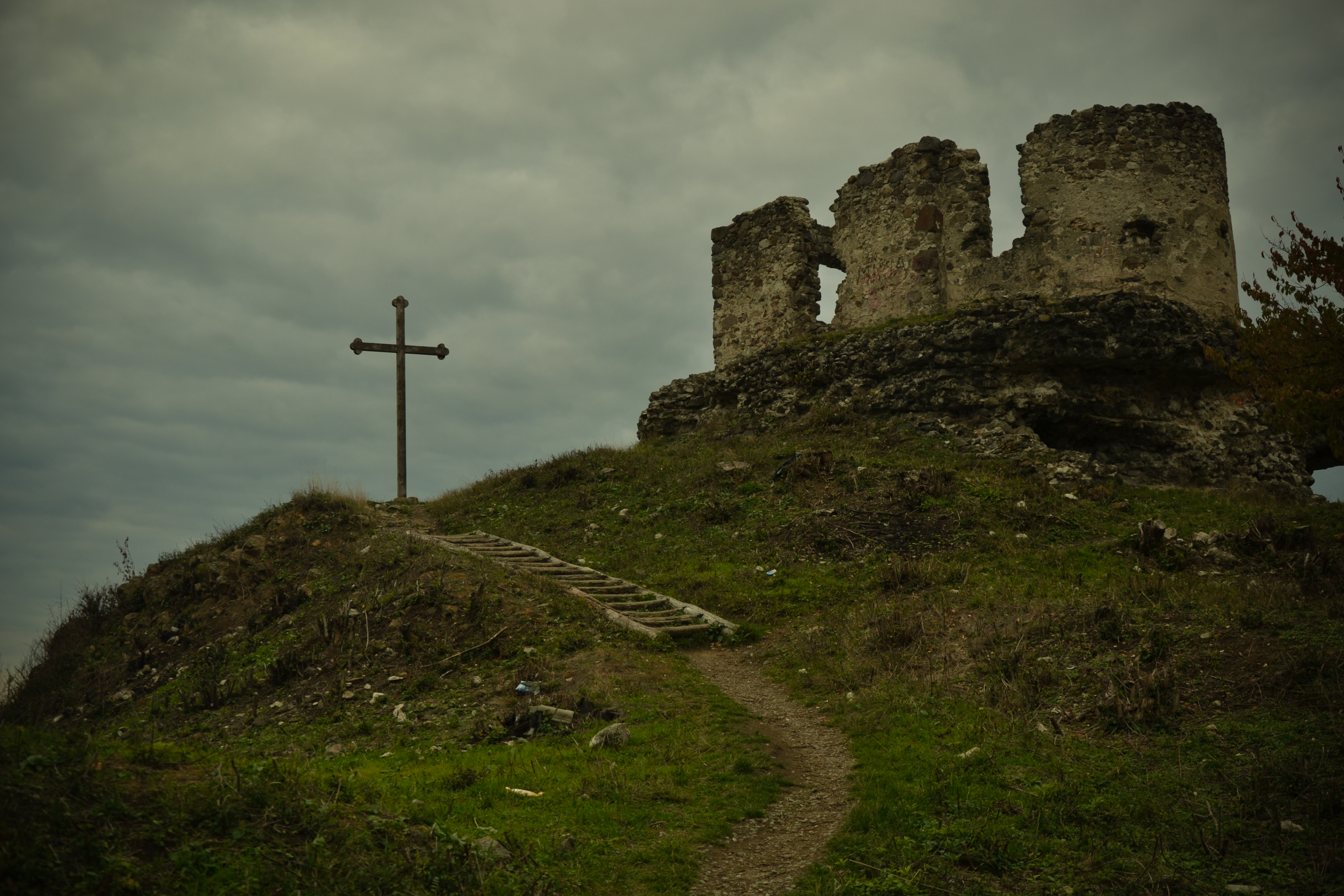
Lâu đài Vynohradiv (Nagyszőlősi Kankó-vár)